# NGC 75

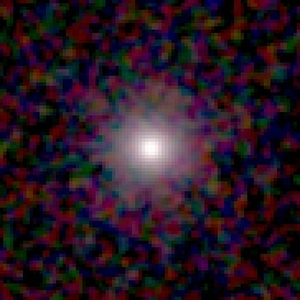
NGC 75 par 2MASS (proche-infrarouge).

NGC 75 est une vaste galaxie lenticulaire située à environ dans la constellation des Poissons. NGC 75 a été découverte le 22 octobre 1886 par l'astronome américain Lewis Swift, mais la position donnée par ce dernier soit décalée de 2 minutes d'arc vers le nord-ouest.

## Caractéristiques
Sa vitesse par rapport au fond diffus cosmologique est de 5 445 ± 36 km/s, ce qui correspond à une distance de Hubble de 80,3 ± 5,7 Mpc (∼262 millions d'al).